# Rājmā

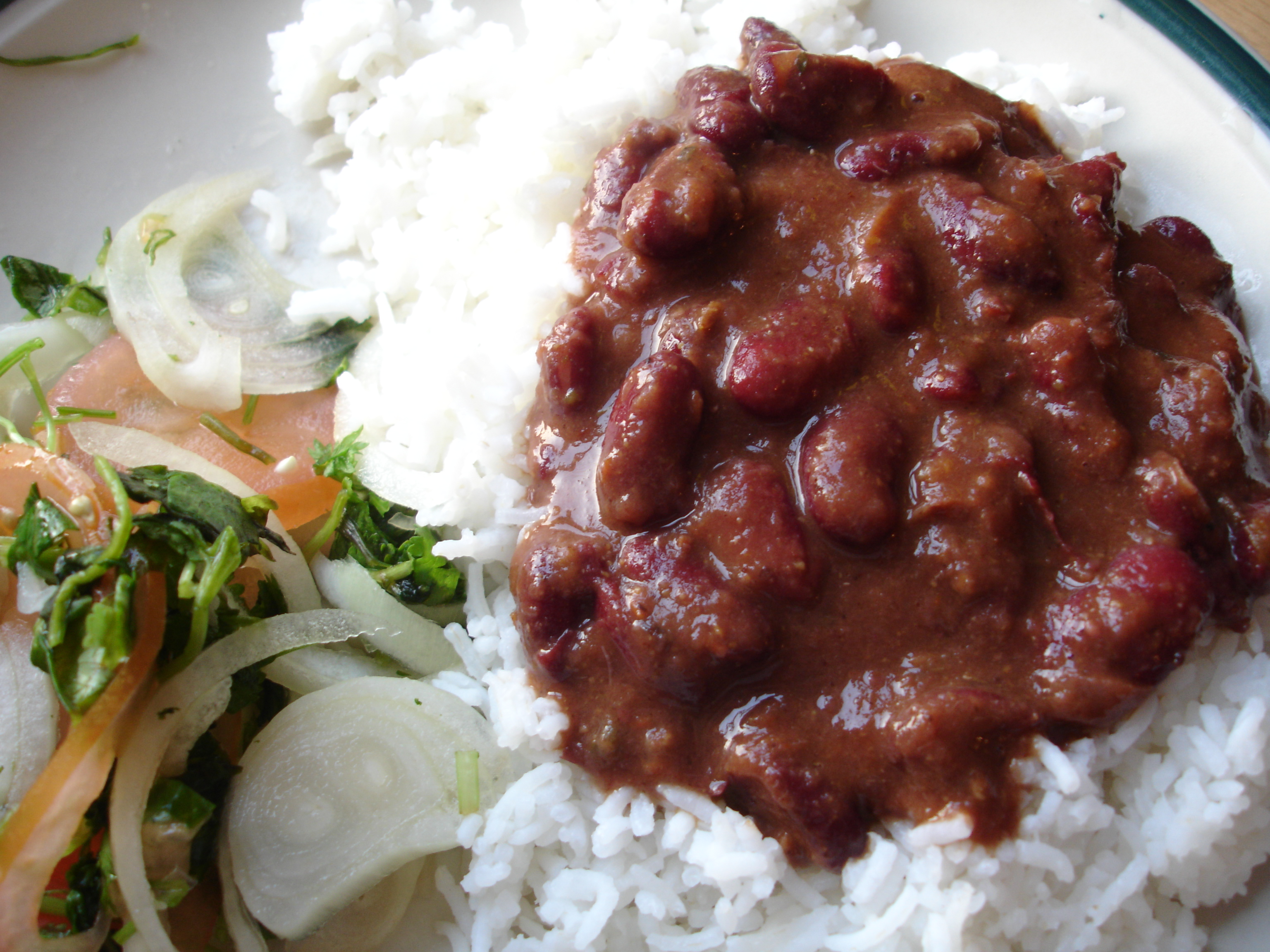
Rājmā con arroz.

El rājmā (hindi: राजमा, urdu راجما) o rāzmā (cachemir: राज़मा, رازما) es un popular plato vegetariano del norte de la India consistente en judías rojas en un curry espeso con muchas especias enteras, que suele servirse con arroz. Este plato se desarrolló después de que la judía roja llegase al subcontinente indio procedente de México Central y Guatemala.
El plato se prepara remojando las judías en agua toda la noche antes de cocerlas en una olla a presión. Las especias del curry suelen cocerse de antemano y añadirse posteriormente.